# Proslógio
Proslógio (em latim: Proslogion) é uma obra de Anselmo de Cantuária (Santo Anselmo, para os católicos; 1033 - 1099) onde está escrito o primeiro argumento ontológico para a existência de Deus.
O argumento ontológico de Anselmo pode ser resumido como:
1. Deus, por definição, é o maior de todos os seres possíveis
2. Um ser que não existe no mundo real é menor que um ser que necessariamente existe em todos mundos possíveis
3. Suponha (por reductio ad absurdum) que Deus não exista no mundo real
4. Se o maior de todos seres possíveis não existe no mundo real, então ele não é tão grande quanto um ser que seria quase igual a ele, mas que não existe no mundo real
5. Mas o maior de todos seres possíveis não pode' ser menor que algum outro ser que possa existir, porque a expressão "um ser tal que nenhum outro seja maior que ele é um ser para o qual é possível haver um maior" é uma expressão auto-contraditória
6. Logo, a suposição 3 é falsa. Deus existe no mundo real, e existe necessariamente em todos mundos possíveis. É impossível que Deus não exista.

Descartes, Spinoza, Locke, Leibnitz, Kant, Hegel, J. A. Dorner, Lotze e Robert Flint criticaram o argumento.